# 796 v.Chr.
Het jaar 796 v.Chr. is een jaartal volgens de christelijke jaartelling.

## Gebeurtenissen

### Palestina
- Koning Amasja (796 - 767 v.Chr.) heerser over het koninkrijk Juda.

### Assyrië
- Koning Adad-Nirari III verslaat Ben-Hadad III en verovert de stad Damascus.

### Europa
- Koning Cunedagius volgt zijn tante Cordelia op en bestijgt de troon van Brittannië.

## Overleden
- Harsiese, hogepriester van Opper-Egypte
- Joas, koning van Juda